# رأسي الأمشاط
رأسي الأمشاط أو تينوسيفاليدس (الإسم العلمي:Ctenocephalides)، هو أحد أجناس فصيلة بيوليسيدي من رتبة البرغوثيات، من ضمن أنواعه برغوث الكلب، وبرغوث القط.